# Туманов, Георгий Евсеевич
Князь Георгий Евсеевич Туманов (Туманян, Туманишвили; 16 марта 1839 — 30 мая 1901) — генерал от инфантерии, теоретик и практик военно-инженерного дела.

## Биография
Георгий Туманов родился 16 марта 1839 года. Происходил из знатного армяно-грузинского рода Тумановых. Образование получил в 1-м кадетском корпусе, из которого в 1857 г. выпущен прапорщиком во 2-й сапёрный батальон. В том же году произведён в подпоручики и прикомандирован ко 2-му Кавказскому сапёрному батальону с назначением в распоряжение начальника Аргунского округа, где и участвовал в делах против горцев.
В 1863 г. за отличие произведён в поручики и переведён в лейб-гвардии сапёрный батальон. В 1864 г. командирован в распоряжение генерал-губернатора Западной Сибири генерала Дюгамеля, с назначением в Зачуйский отряд полковника М. Г. Черняева. В составе этого отряда участвовал в штурме кокандской крепости Аулие-Ата, в рекогносцировке и штурме крепости Чимкент; после был отправлен в Санкт-Петербург с донесением к императору Александру II о взятии этих крепостей. За отличие в делах против Кокандского ханства был награждён орденами св. Анны 3-й степени с мечами и бантом и св. Владимира 4-й степени.
В 1868 г. произведён в штабс-капитаны и, командуя сперва 4-й ротой, а затем ротой Его величества лейб-гвардии Сапёрного батальона, в 1871 г. произведён в капитаны, а через два года — в полковники.
В 1875 г. назначен командиром 1-го (впоследствии переименованного в 8-й) сапёрного батальона, а затем командиром 1-го Кавказского сапёрного батальона. Во главе последнего принял участие в кампании 1877—1878 гг. против турок на Азиатском театре военных действий; находился в составе Саганлугского отряда при установлении блокады Эрзерума и за отличие награждён орденом Св. Владимира 3-й степени с мечами.
В 1880 и 1886 гг. Туманов был командирован в Батумскую область для производства дорожных работ.
В 1886 г. вызван в Санкт-Петербург для формирования вновь создаваемой железнодорожной бригады и 15 января 1887 г. произведён в генерал-майоры с назначением начальником этой бригады. В 1889 г. назначен начальником 5-й сапёрной бригады, а в 1896 г. — начальником 32-й пехотной дивизии с производством 14 мая в генерал-лейтенанты.
Среди прочих наград Туманов имел ордена Св. Станислава 2-й степени с императорской короной (1865 г.), Св. Анны 2-й степени (1874 г.), Св. Станислава 1-й степени (1891 г.) Последней наградой Туманова был орден Св. Анны 1-й степени, полученный им в 1899 г.
Скончался 30 мая 1901 года, но так как в Санкт-Петербурге ещё не знали о его смерти, то высочайшим приказом от 2 июня Туманов был произведён в генералы от инфантерии с увольнением со службы.
Туманов считался крупным авторитетом в области военно-инженерного дела и участвовал в многочисленных комиссиях; среди прочих его важных занятий была подготовка к изданию общего наставления для сапёрных батальонов. Из его печатных трудов наибольшую известность получила «Справочная книжка по полевой фортификации для сапёрных офицеров», выдержавшая множество переизданий и долгое время считавшаяся официальным справочником Военного министерства. Туманов также активно сотрудничал с «Военным сборником» и «Инженерным журналом», где поместил множество статей и заметок.
Брат Г. Е. Туманова, Николай Евсеевич, с отличием участвовал в Русско-турецкой войне 1877—1878 гг., во время Русско-японской войны был начальником инженеров 1-й Маньчжурской армии и затем был произведён в инженер-генералы, во время Первой мировой войны был членом Военного совета.